# PPSh-41
PPSh-41 또는 정식 명칭 1941년형 슈파긴 기관단총(러시아어: :Пистолет-Пулемёт Шпагина; ППШ 피스딸레뜨 풀레묘뜨 슈파기나; 페페샤[*], 영어: PPSh), 일명 따발총(문화어: 따바리, 뚜르레기)은 제2차 세계대전 중 소련이 개발한 기관단총이다. 게오르기 슈파긴이 설계하였으며, 비싸고 생산이 어려운 PPD-40을 대체하기 위해 만들어졌다. 단순한 블로우백 작동 방식에, 박스 또는 드럼 탄창과 7.62 × 25 mm 토카레프 탄을 사용한다. 철판으로 찍어냈기 때문에 생산하기가 쉬우며, 크롬선 처리한 약실과 총신은 전투 상황에서 총 관리에 신경을 덜 쓰도록 만들어졌다.

## 역사
개발은 핀란드와의 겨울 전쟁에서 비롯되었다. 그 당시의 소련은 기관단총에 관심이 별로 없어 기관단총으로 무장한 군인이 별로 없었다. 그런데 겨울전쟁 당시 핀란드의 제식기관단총 수오미 기관단총의 무서움을 맛본 소련은 기관단총의 무서움을 깨달았다. 숲과 시가지에서 일어나는 근접전에서는 기관단총이 큰 위력을 발휘했기 때문이다. 1941년 중반에 개발되어 공산당의 적극적인 지원을 받으며 모스크바의 여러 공장에서 생산되었다. 1941년 11월에는 수백 정밖에 생산되지 못했지만, 다음 다섯 달 동안은 155,000 정이 생산되었다. 1942년 봄, 하루에 대략 3천 정 이상이 생산된 것으로 보인다. 총신을 제외한 부품은 적은 노동력과 단순한 장비만으로 차고나 고물상에서도 만들 수 있었다. 그렇게 설계한 이유는 숙련된 노동자들이 좀 더 고급 작업에 투입될 수 있도록 하기 위해서였다고 한다. PPSh는 PPD-40을 대량생산용으로 개조한 기관단총이고, PPD-40은 1918년에 참호전 전용으로 개발된 독일군의 MP18/MP28을 기본으로 만들어졌다. PPD-40이 95개 부품을 사용하는 데 반해 PPSh-41은 87개를 사용하며 제조 시간도 PPD-40은 13.7시간인 반면에 PPSh는 7.3시간으로 거의 반밖에 들지 않았다.
상당히 견고하여 보수에 큰 신경을 쓸 필요가 없었으며 분당 약 900발을 쏠 수 있었다. 반동을 줄이기 위해 보정기를 달았으며, 전투 상황에서도 총기소제를 쉽게 하기 위하여 리시버에 관절이 보이도록 하였다.
전쟁 말기까지 약 600만 정이 생산되었다. 소비에트 연방은 연대 또는 심지어 사단 전체까지 이 기관단총으로 무장시켜, 어떤 국가의 부대도 근접전의 화력에서는 그들에 필적할 수 없었다. 1942년부터 35발들이 곡선형 막대 탄창이 보급되었음에도 불구하고 대부분의 병사는 처음부터 사용되던 71발들이 드럼 탄창을 사용하였다. 이 드럼 탄창은 핀란드의 수오미 기관단총 탄창의 복제판이다. 탄창에 65발 이상 넣을 경우 급탄에 이상이 생기는 경우가 종종 발생하였다.
노획된 기관단총은 독일군도 선호하였다. 7.62×25mm 토카레프 탄과 7.63×25mm 마우저96 탄이 비슷했기 때문에 마우저탄이 조금 더 약했지만, 탄환공급에도 무리가 없었기에 노획된 PPSh-41은 독일군에게는 두 번째로 많이 쓰인 기관단총이 되었다. PPSh가 개량하기 쉬웠다는 점과 9×19mm 패러벨럼 탄의 근접 살상력이 효과적이다는 것을 이용해 9 mm 총신과 탄창 맞춤틀을 만들어 MP40의 탄창을 사용할 수 있도록 하였으나, 이러한 시도는 실패로 돌아갔다고 한다. 독일 국방군은 개량한 기관단총을 공식적으로 도입하여 MP41(r)이라 명명하였으며, 개량되지 않은 것은 MP717(r)이라 명명하였고, 독일어 사용 설명서도 보급되었고, 2차 대전 뿐만 아니라 한국전쟁에서도 북한군에게 대량 보급된 기관단총이다.

## 결점
이 기관단총의 결점은 장전이 힘들고, 드럼 탄창이 재밍을 일으키기 쉬우며 (이 문제는 막대 탄창으로 해결하였다.), 떨어뜨렸을 때 오발의 위험이 크다는 것이었다 (이 문제는 오픈 볼트 작동 방식을 사용하는 대부분의 기관단총에서 발생하는 문제이다.). 이러한 결점에도 불구하고, PPSh는 적은 반동, 신뢰성, 근거리에서의 살상력으로 많은 소련군에게 칭송받았다.

## 별명
한국전쟁 당시 대한민국 국군에게 "인민군 따발총" 이라 불리기도 하였다. 사람들이 흔히 쓰는 말인 연사가 가능한 총기를 말하는 "따발총"이라는 단어도 여기서 유래되었다

## 우크라이나
2022년 러시아의 우크라이나 침공에서, 우크라이나군이 PPSh-41을 사용했다. CNN에 따르면 우크라이나군은 제정 러시아 시기인 19세기에 채택된 모신 나강 소총은 물론 PPSh 기관단총을 손에 들고 있다. 1차대전부터 사용된 맥심 중기관총이 포착되기도 했다.

## 같이 보기
- PPS-43
- 기관단총